# Regatul Albaniei (1939–1943)
Regatul Albanez a existat ca stat independent de jure între 1939 - 1943,  de jure fiind un stat clientelar al Italiei Fasciste.

## Istorie
Regatul Italiei a invadat Albania pe 7 aprilie 1939, cu cinci luni mai înainte de declanșarea celui de-al doilea război mondial. Rezistența militară a Albaniei a fost nesemnificativă și, după doar câteva lupte de apărare, țara a fost ocupată de Italieni. Regele albanez Zog și guvernul său au fost forțați să plece în exil, în ciuda alianței și sprijinului albanez pentru Italia, care datau încă din 1925. Liderul politic al Italiei, Benito Mussolini, dorea să obțină controlul absolut asupra Albaniei și să-și extindă imperiul său colonial, în condițiile în care aliatul său, Adolf Hitler, avea succese răsunătoare în Europa: anexase Austria și Cehoslovacia. Albania a încetat practic să existe ca țară independentă. Italienii invadatori au format un guvern marionetă și au proclamat o nouă constituție, care a transformat Albania într-un protectorat. Tronul Albaniei a fost oferit regelui Italiei, Victor Emmanuel al III-lea, care a devenit conducătorul oficial al Albaniei pe 25 iulie 1943.
Ocuparea Albaniei era un obiectiv cultural și istoric al naționaliștilor și fasciștilor italieni, deoarece teritoriul acestei țări fusese posesiune a Imperiului Roman, iar în perioada medievală, mai multe regiuni de coastă fuseseră sub influența sau sub stăpânirea directă a Republicii Venețiene sub numele de Albania Veneta.
Din punct de vedere strategic, Albania oferea Italiei o bază de atac excelentă pentru invadarea Greciei și a Iugoslaviei (în cazul ultimei, italienii bucurându-se de sprijinul naționaliștilor albanezi, care doreau ocuparea teritoriilor populate de populația albaneză din Kosovo și Vardar Macedonia).
În vreme ce regele Victor Emmanuel ocupa din punct de vedere oficial tronul Albaniei, Shefqet Bej Verlaci funcționa atât ca premier cât și ca șef al statului. Shefqet Verlaci gestiona toate activitățile zilnice ale protectoratului italian. Pe 3 decembrie 1941, Shefqet Bej Verlaci a fost înlocuit ca premier și  șef al statului de Mustafa Merlika Kruja. Germania Nazistă a ocupat Albania după ieșirea din război a Italiei în 1943.
De la început, Italia a controlat afacerile externe, taxele vamale și resursele naturale. Partidul Fascist Albanez a devenit partid de guvernământ, iar cetățeni italieni au fost colonizați pentru a schimba compoziția etnică a țării.

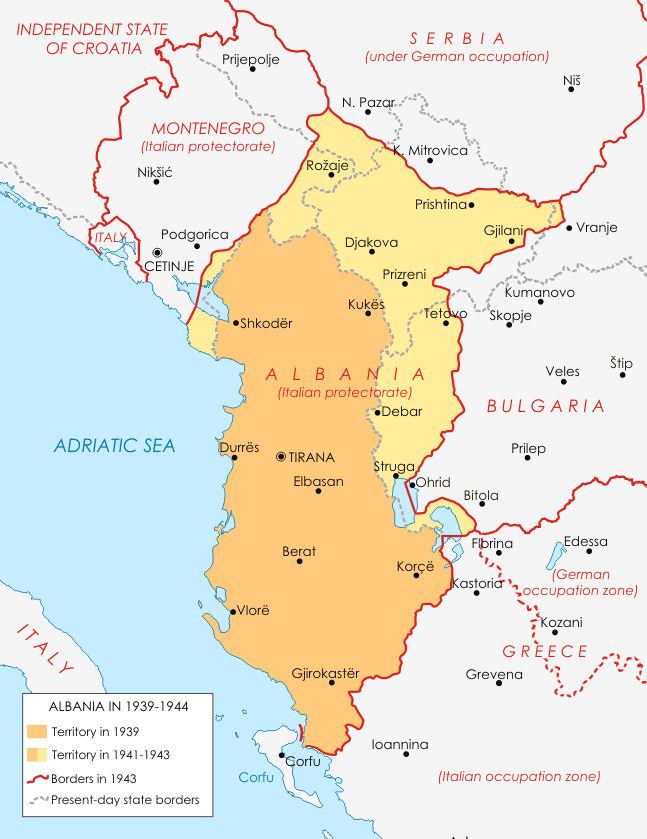
Albania Mare

În octombrie  1940, în timpul războiului greco-italian, Albania a fost folosit ca bază de lansare a acțiunii de invadare a Greciei. Mussolini plănuise să invadeze Grecia și alte țări din zonă, astfel încât să transforme Marea Mediterană într-un „lac italian” („Mare Nostrum”).
La scurtă vreme după declanșarea atacului italian, grecii au contraatacat, și o zonă importantă din sudul Albaniei a trecut sub controlul Greciei. În martie 1941, forțele italiene din Albania au reușit să alunge pe cele elene din sudul Albaniei și, alături de Germania Nazistă, au încheiat victorioase bătălia Greciei.
După capitularea Iugoslaviei și Greciei din 1941, Italia Fascistă a anexat în mai la Regatul Albaniei regiunile locuite majoritar de albanezi din fostul Regat la Iugoslaviei.(vedeți harta Arhivat în 26 februarie 2009, la Wayback Machine.). Au existat regiuni din nordul Greciei (Chameria) care au trecut sub administrarea albanezilor. Toate aceste schimbări au avut loc ca urmare a înțelegerilor dintre Italia și Germania, care își împărțeau sferele de interese. Au existat și regiuni populate de albanezi care au rămas în afara noilor frontiere, orice schimbare de frontieră fiind imposibilă – regiunile populate de albanezi din Bulgaria au rămas în continuare sub controlul Sofiei.
Între aprilie 1941 și septembrie 1943, teritoriile anexate la Albania sub control italian s-au bucurat de o serie de avantaje: pentru prima oară în istoria acestor regiuni, locuitorii albanezi au primit dreptul la educație în limba maternă. Școlile în limba albaneză fuseseră interzise în Imperiul Otoman, dar și în Regatul Iugoslaviei.
În timpul în care a guvernat Albania, Partidul Fascist Albanez a întreprins mai multe campanii de expulzare și de exterminare a evreilor, sârbilor , grecilor și aromânilor .
După capitularea armatei italiene din septembrie 1943, Albania a fost ocupată de germani și în scurtă vreme a izbucnit un război de gherilă feroce.